# Ucieczka Henryka Walezego z Polski
Ucieczka Henryka Walezego z Polski – obraz olejny namalowany przez polskiego malarza Artura Grottgera w 1860 roku. Przedstawia ucieczkę pod osłoną nocy króla Polski Henryka Walezego do Francji w 1574 roku.
Obraz (jako depozyt) znajduje się w zbiorach Muzeum Narodowego w Warszawie; jego właścicielem jest Muzeum Wojska Polskiego w Warszawie.